# Вунсокет (Роуд Ајланд)
Вунсокет (енгл. Woonsocket) град је у америчкој савезној држави Роуд Ајланд. По попису становништва из 2010. у њему је живело 41.186 становника.

## Демографија
Према попису становништва из 2010. у граду је живело 41.186 становника, што је 2.038 (4,7%) становника мање него 2000. године.
| Група             | 2000.          | 2010.          |
| Белци             | 34.503 (79,8%) | 29.365 (71,3%) |
| Афроамериканци    | 1.920 (4,4%)   | 2.621 (6,4%)   |
| Азијати           | 1.755 (4,1%)   | 2.240 (5,4%)   |
| Хиспаноамериканци | 4.030 (9,3%)   | 5.845 (14,2%)  |
| Укупно            | 43.224         | 41.186         |